# Pacific Conference Games
Pacific Conference Games var en friidrottstävling mellan Australien, Japan, Kanada, Nya Zeeland och USA som arrangerades var fjärde år 1969–1985. Vid ett tillfälle, 1981, var tävlingen öppen för deltagare även från andra nationer.